# Var (departement)

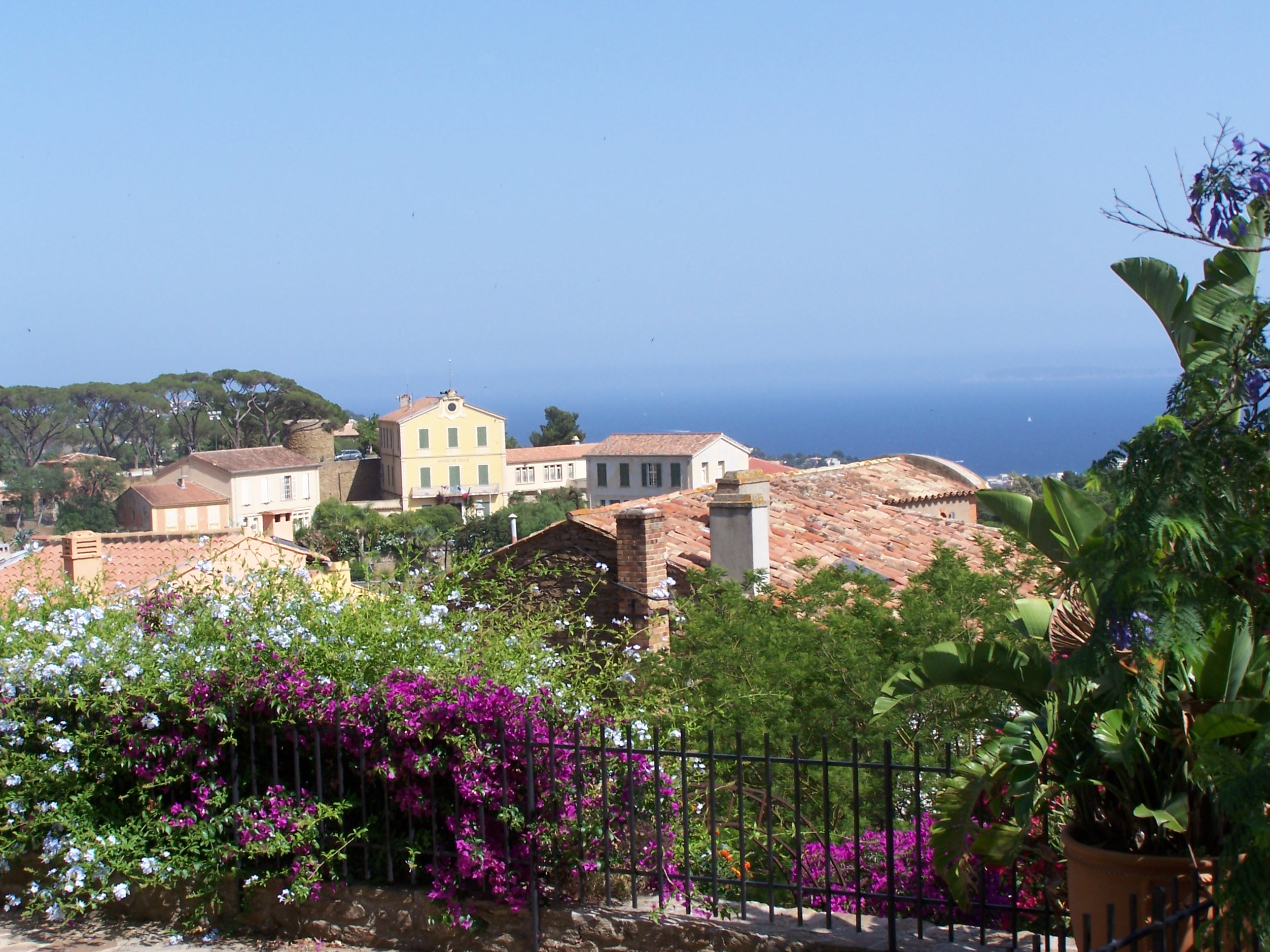
Bormes les Mimosas (Var)

Var je francouzský departement v regionu Provence-Alpes-Côte d'Azur, u Středozemního moře. Název má podle řeky Var, sídlem prefekta je největší město Toulon. Pobřeží, k němuž patří také Hyèrské ostrovy, patří mezi turisticky nejoblíbenější části Francie.

## Historie
Var je jedním z 83 departementů vytvořených během Francouzské revoluce 4. března 1790 aplikací zákona z 22. prosince 1789. Území historicky patří do oblasti Provence, zabírá její nejjižnější část. 
Název byl správní jednotce dán podle řeky Var, která původně tvořila její východní hranici. Poté, co  Francie roku 1860 znovu získala přilehlou oblast Nice a obnovila zde departement Alpes-Maritimes, došlo k úpravě hranic na úkor departementu Var. Hranice byla posunuta na západ, a řeka Var tak přes stejnojmenný departement od té doby paradoxně vůbec neprotéká. 

## Geografie
Departement Var hraničí na západě s departementy Bouches-du-Rhône, na severu s Alpes-de-Haute-Provence, na východě s Alpes-Maritimes a se Lvím zálivem a s Středozemním mořem na jihu. Jeho pobřeží tvoří západní část Francouzské riviéry. Nejvyšším místem je vrchol montagne de Lachens (1714 m) v Préalpes de Castellane.
V severní části na hranicích s departmentem Alpes-de-Haute-Provence je vodní nádrž Sainte-Croix a Grand canyon du Verdon. V severní části území leží vojenský prostor Canjuers. Na východě je na řece Biançon vodní nádrž Saint-Cassien. Východní hranici tvoří řeka Siagne.
Území protíná z východu na západ dálnice A8. Do Toulonu vede od západu dálnice A50. Z Toulonu na severovýchod do Le Cannet-des-Maures vede dálnice A57. Z La Garde na východ do La Londe-les-Maures vede dálnice A570.

### Významnější města
- Brignoles
- Cogolin
- Draguignan
- Fréjus
- Hyères
- Saint-Cyr-sur-Mer
- Saint-Raphaël
- Saint-Tropez
- Sanary-sur-Mer
- Toulon